# جوروجین

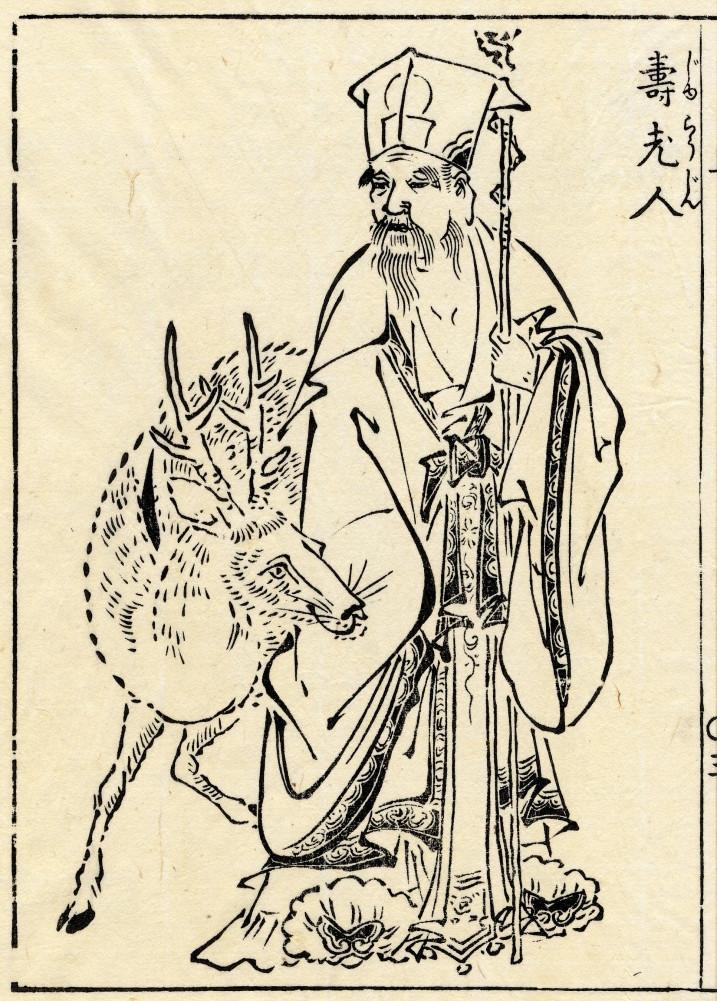
جوروجین، خدای ژاپنی طول عمر

جوروجین 寿老人 (همچنین معروف به گاما) در ژاپن یکی از هفت خدای بخت و اقبال است. بر اساس عقاید تائوئیسم، او خدای طول عمر است.
جوروجین اغلب با فوکوروکوجی، یکی دیگر از هفت خدای بخت و اقبال قابل قیاس است. در برخی روایت‌ها گفته می‌شود که این دو در یک بدن زندگی می‌کنند، بدین سبب، این دو اغلب با هم اشتباه گرفته می‌شوند.
او همیشه با بادبزن و عصا و در همراهی یک آهو تصویر می‌شود.

## شرح
جوروجین، خدای طول عمر در اساطیر ژاپن، غالباً در تصاویر با درنا، لاک‌پشت یا گوزنی نر همراه است که همهٔ این حیوانات به داشتن عمری طولانی مشهورند.
این خدا ریشی سفید دارد و غالباً در دست او شاکو یعنی عصا یا چوبدستی مقدسی دیده می‌شود که طومار خرد جهان بدان آویخته است. می‌گویند جوروجین از نوشیدن ساکی لذت می‌برد و اشتیاق او به این کار در حد میانه‌روی و دوری جستن از مستی است.